# Xerus
Xerus é um gênero de roedores da família Sciuridae.

## Espécies
- Xerus erythropus (Desmarest, 1817) - Saninho-terrestre
- Xerus inauris (Zimmermann, 1780)
- Xerus princeps (Thomas, 1929)
- Xerus rutilus (Cretzschmar, 1828)